# Яичники
Яи́чники (лат. ovarium) — парные женские половые железы, расположенные в полости малого таза. Выполняют генеративную функцию, то есть являются местом, где развиваются и созревают женские половые клетки, а также являются железами внутренней секреции и вырабатывают половые гормоны (эндокринная функция).

## Анатомия
У яичников выделяют медиальную (обращённую в полость малого таза) и латеральную (прилежащую к стенке малого таза) поверхности. Передний край называется брыжеечным краем, задний — свободным. На брыжеечном крае имеется углубление, ворота яичника (лат. hilum ovarii), в которые входят артерии и нервы, а выходят вены и лимфатические сосуды. Различают два конца: маточный конец (лат. extremitas uterina), обращённый к латеральному углу матки, и трубной конец (лат. extremitas tubaria), обращённый к маточной трубе. Маточный конец соединён с маткой с помощью собственной связки яичника (лат. lig. ovarii proprium). Также к связочному аппарату относится связка, подвешивающая яичник (лат. lig. suspensorium ovarii) и короткая брыжейка (лат. mesovarium).
Покрыт однослойным зародышевым эпителием, под которым залегает белочная оболочка (лат. tunica albuginea). Соединительная ткань образует строму. Паренхима (основное вещество) яичника состоит из мозгового вещества (из соединительной ткани, прилежащей к воротам яичника) и коркового вещества, более плотного слоя, лежащего снаружи. В нём находятся фолликулы в разных стадиях развития (примордиальный, первичный, вторичный, третичный фолликулы) и регресса (атретические тела, белые тела).

## Функция
Яичники вырабатывают стероидные гормоны. Фолликулярный аппарат яичников производит в основном эстрогены, но также слабые андрогены и прогестины. Жёлтое тело яичников (временная железа внутренней секреции, существующая только в лютеиновой фазе цикла у женщины), напротив, производит в основном прогестины, и в меньшей степени — эстрогены и слабые андрогены.

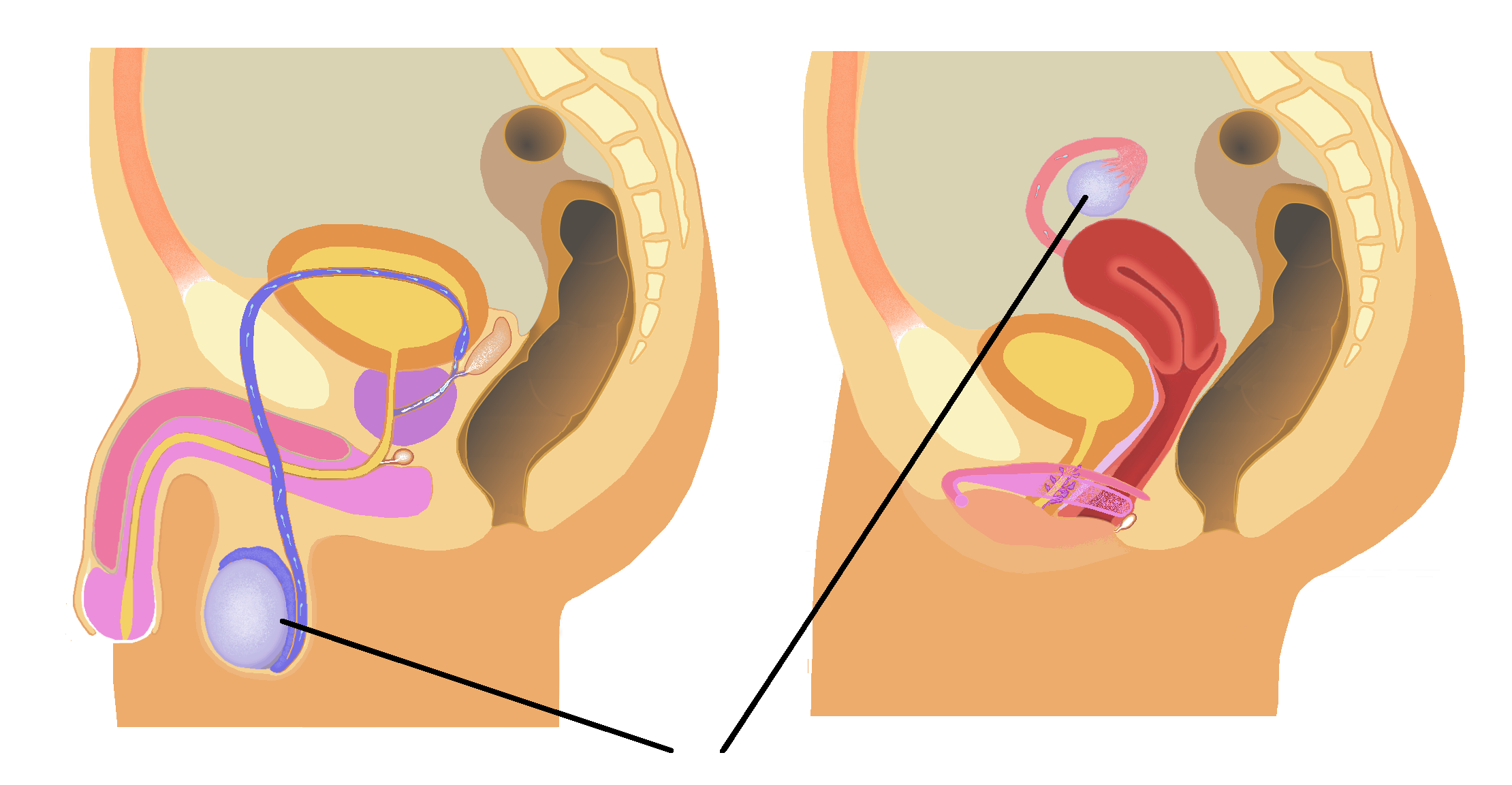
Мужские половые железы (яички, слева) и женские (яичники, справа)

Яичники женщины работают циклически. Один из фолликулов в процессе созревания становится доминантным и тормозит созревание остальных. В доминантном фолликуле созревает яйцеклетка. Когда фолликул полностью созреет, он лопается, и ооцит II порядка (яйцеклетка — более привычный термин, но менее правильный) выходит из него в брюшную полость. Этот процесс называется овуляцией. Затем он захватывается фимбриями и током жидкости, создаваемым перистальтикой маточной трубы, попадает в маточную трубу, по которой он мигрирует в матку. Если в пределах от 3-х дней (ограничение — срок жизни сперматозоидов) перед овуляцией до 1 суток после овуляции (ограничение — срок жизни яйцеклетки) у женщины состоялся вагинальный половой акт с мужчиной, приведший к попаданию достаточного количества подвижных сперматозоидов во влагалище, то вероятно оплодотворение ооцита II порядка (оно происходит в брюшной полости или просвете маточной трубы). Если оплодотворение состоялось, то мигрирует уже эмбрион.

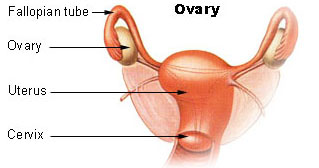
Яичники (англ. ovary «яичник», стрелкой отмечен правый

Лопнувший фолликул подвергается трансформации в жёлтое тело, которое начинает секретировать прогестины. Затем жёлтое тело подвергается рассасыванию, обратному развитию, в результате чего секреция прогестинов резко падает и наступает менструация. После менструации снова начинается созревание фолликулов, один из них становится доминантным — начинается новый менструальный цикл.
Менструальный цикл у женщин в норме длится в среднем 28 дней (возможны индивидуальные вариации, считающиеся нормальными — от 25 до 31 дня).
На протяжении жизни женщины яичник подвергается возрастным изменениям. Количество половых клеток в яичнике зародыша женского пола на 10 неделе внутриутробного периода развития составляет около миллиона. Это их максимальное число. На протяжении всей остальной жизни яйцеклетки постепенно расходуются. Репродуктивный (детородный) период у женщин короче, чем у мужчин, и длится в среднем от 15 до 45 лет. В этот период яйцеклетки циклически созревают и возможна беременность. Принципиально важным является то, что новых яйцеклеток у женщин (в отличие от сперматозоидов мужчин) не появляется, а всё время расходуются только уже имеющиеся. Таким образом, репродуктивное здоровье женщины начинает формироваться в утробе матери.
Функциональный резерв яичников — это предполагаемое количество яйцеклеток в яичниках женщины, которые могут в перспективе дать беременность.
Этот потенциал закладывается в яичниках девочки ещё в утробе матери, после её рождения в яичниках остаётся около 400 000 клеток. Ежемесячно женщины теряют не менее 20 клеток, независимо от образа жизни, наличия или отсутствия беременностей и приёма контрацептивов.
С 45 лет у женщин начинается климакс.
Климакс — естественный процесс, характеризующийся угасанием репродуктивной женской функции. В этот период резко снижается выработка половых гормонов (эстрогенов и гестагенов) яичниками.
Климакс влияет не только на репродуктивную систему. Недостаток женских половых гормонов отражается на состоянии многих систем и органов. Прежде всего, нарушается работа гипоталамо-гипофизарной системы и увеличивается масса передней доли гипофиза. Выработка гонадотропных гормонов увеличивается многократно.

## Операции на яичниках

### Удаление яичников
Хирургическая операция по удалению яичников — оофорэктомия — проводится в ходе лечения заболеваний, таких как киста, воспаление яичников, онкологические заболевания, а также в качестве профилактики осложнений от раковых опухолей или в совокупности с удалением матки. Удаление яичников у женщин является биологическим эквивалентом кастрации у мужчин, однако термин кастрация лишь изредка используется в профессиональной литературе для обозначения оофорэктомии у людей.

### Пересадка яичников
Пересадка собственных яичников с целью восстановления репродуктивной функции после радикальных операций (в основном по поводу рака яичников) возможна с помощью метода криоконсервации. Часть яичника удаляют до начала лечения рака и замораживают. После излечения пациентки, ткань яичника можно пересадить обратно, тем самым восстановив способность иметь детей, также предполагают, что замораживание яичников поможет женщинам после климакса иметь своих детей, уже появился первый банк яичников в Великобритании. Раньше у врачей имелись опасения, что это может привести к рецидиву рака, но недавнее исследование датских учёных под руководством Аннет Дженсен (Annette Jensen), доктора медицинских наук из больницы Rigshospitalet в Копенгагене (Дания) показывает, что риск этого отсутствует.
В 2018 году датские учёные впервые создали искусственный человеческий яичник, что через 5-10 лет позволит специалистам использовать новую методику, основывающуюся на внедрении в женский организм искусственных яичников, при осуществлении операций по восстановлению репродуктивной функции.